# عاتق البلادي
عاتق البلادي، هو عاتق بن غيث بن زوير بن زائر البلادي الحربي (3 شوال 1352 هـ - 18 يناير 1934 م / 1 ربيع الأول 1431 هـ - 15 فبراير 2010 م)، مؤرخ ونسابة وجغرافي وأديب من المملكة العربية السعودية. بلغت عدد مؤلفاته أكثر من 41 كتابًا تنوعت بين كتب جغرافية وتاريخية وأدبية وكتب أنساب.

## مولده ونشأته
ولد عاتق البلادي في بادية مكة المكرمة الشمالية بالقرب من محافظة خليص في 18 يناير 1934 م الموافق الثالث من شوال عام 1352 هـ، تلقى تعليمه الأولي بالمساجد، وحينما توفي والده توجه إلى مكة المكرمة طالبا للعلم بمدارسها النظامية كما درس على أيدي عدد من علماء ومشايخ المسجد الحرام في الثالث من شوال سنة 1364 هـ، ثم التحق بالجيش السعودي، وكان البلادي ضمن اللواء السعودي الحادي عشر الذي أرسل تعزيزا إلى الجيش الأردني أثناء العدوان الثلاثي على قناة السويس بعد تخرجه من مدرسة المشاة في الطائف برتبة وكيل ضابط عام 1376 هـ ، وخلال عامين من بقائه في الأردن حصل على دبلوم الصحافة من معهد دار عمان العالي وعلى ثلاث دورات عسكرية في الجيش الأردني ، وقد عمل بالجيش السعودي حتى وصل إلى رتبة مقدم، وفي عام 1397 هـ أُحيل إلى التقاعد، ليعمل بعد ذلك في المجال الثقافي.

## العمل الثقافي والعلمي
عمل عاتق البلادي مراسلا صحفيا لبعض الصحف المحلية السعودية، وقد بدأ حياته بالصحافة والكتابة لصحيفة البلاد وصحيفة حراء وصحيفة أم القرى وغيرها، ثم أسس دار مكة للنشر والتوزيع عام 1397هـ التي عنيت بنشر وتوزيع مؤلفاته، وكتب في المجلات الشهرية والأسبوعية والصحف اليومية مئات المقالات والبحوث، وهو عضو منتسب في كل من نادي مكة الأدبي، ونادي جدة الأدبي، ونادي الطائف الأدبي، وقد حضر الكثير من المؤتمرات الأدبية والتاريخية، وقد اشتهر عاتق البلادي برحلاته التي حقق من خلالها كثيرا من الطرق والأودية، والتي امتدت من العراق شمالا حتى جنوب الجزيرة العربية واليمن جنوبا. كان البلادي يشغل عضوية الجمعية الجغرافية السعودية لما كان له من جهد كبير في تأليف كتب جغرافية عن الجزيرة العربية وعن مكة المكرمة والمدينة المنورة، بالإضافة لعقده اثنينية أسبوعية يعقدها في داره في حي ساحة إسلام بمكة المكرمة.

## نبذة عن مؤلفاته

### محراث التراث
هو كتاب نقد وإيضاح لعدد من الكتب التراثية، وقد حصر كتابه هذا على الكتب الجغرافية، ماعدا ما يدخل في هذه الكتب من شذرات تاريخية، أو حكايات طريفة تتناسب مع المقام، مندمجة في النص المعلق عليه، وعن سبب تأليف هذا الكتاب يقول الكاتب:
| عاتق البلادي | كنت أقرأ في كتب سلفنا وكنت أجد بين الفينة والأخرى، بين ثنايا هذه الكتب، أخطاء إما من عمل الناسخ، أو ما أبهم على المؤلف الذي غالبا لم ير كل ما كتب عنه إنما ينقل عمن سبقه، فتكرر الأخطاء حتى صارت تؤخذ وكأنها حقائق مسلم بها. ومنذ مدة عدت إلى هذه الكتب، أقرأ وأشر على ما أراه، فلما وجدت الكم كثيرا عزمت -بعد استخارة الله -على جمعه في كتاب، لعل الباحثين يجدون فيه ما يساعدهم على بعث الحقائق. بعيدة عما تورث من تلك الأخطاء. | عاتق البلادي |

وجعل لكل بحث أرقاما متسلسلة متدرجة مع صفحات الكتاب المأخوذة منه.
والكتب التي تناولها بالنقد والتوضيح هي كتاب الأصنام، وكتاب نوادر المخطوطات، وكتاب العققة والبررة، وكتاب أسماء جبال تهامة وسكانها، وكتاب المسالك والممالك، وكتاب البلدان، نبذة من كتاب الخراج وصنعة الكتابة، وكتاب صورة الأرض، وكتاب أحسن التقاسيم في معرفة الأقاليم، ونزهة المشتاق في اختراق الآفاق المجلد الأول والثاني، آثار البلاد وأخبار العباد، وكتاب الروض المعطار في خبر الأقطار.

## مؤلفاته
كان المؤرخ عاتق البلادي كثير البحث والترحال، نهم التأليف حتى فاقت مؤلفاته 41 مؤلفًا:
- معجم معالم الحجاز: يقع في 10 أجزاء.
- معجم قبائل الحجاز: يقع في 3 أجزاء.
- معجم المعالم الجغرافية في السيرة النبوية: وقد تُرجم الكتاب إلى اللغة الأردية.
- معجم الكلمات الأعجمية والغريبة في التاريخ الإسلامي، صدرت طبعته الأولى عن دار مكة سنة 1990م.[11]
- معجم القبائل العربية.
- الأدب الشعبي في الحجاز.
- نسب حرب.
- على طريق الهجرة.
- معالم مكة التاريخية والأثرية.
- رحلات في بلاد العرب.
- الرحلة النجدية.
- طرائف وأمثال شعبية.
- بين مكة وحضرموت.
- بين مكة واليمن.
- أخلاق البدو.
- على ربى نجد.
- قلب الحجاز.
- أودية مكة المكرمة.
- أمثال الشعر العربي.
- فضائل مكة وحرمة البيت الحرام.
- فضائل القرآن.
- آيات الله الباهرات.
- أخبار الأمم المبادة في القرآن الكريم.
- في قلب جزيرة العرب.
- نشر الرياحين في تاريخ البلد الأمين: طٌبع الكتاب فب مجلدان.
- هديل الحمام في تاريخ البلد الحرام: طُبع الكتاب في 4 مجلدات.
- الميضاح.
- سقط الندى وفوح الشذى.
- رسائل ومسائل في الأنساب والتاريخ والجغرافية.
- ألحان وأشجان: ديوان شعري.
- نسيم الغوادي من مثنيات البلادي.
- حصاد الأيام.
- مذكرات: طُبع الكتاب في ثلاثة أجزاء.
- بين مكة وبرك الغماد.
- الإشراف على تاريخ الأشراف.
- زهر البساتين المستدرك على نشر الرياحين.
- نهاية الدرب في نسب حرب.
- الرحلة اليمانية تحقيق وتعليق.
- محراث التراث.
- المصحح في تاريخ مكة المكرمة.
- أدواء البشر.
- خيبر ذات الحصون والعيون والنخيل.
- هبة الودود في نسب العرادات ذوي حمود.[12]

## تكريمه
- حصل البلادي على تكريم من إثنينية عبد المقصود خوجه.
- حصل على ميدالية من مؤتمر الأدباء السعوديين.
- حصل على جائزة أمين مدني للبحث في تاريخ الجزيرة العربية سنة 1421هـ.
- أطلقت أمانة محافظة جدة اسمه على أحد شوارع مدينة جدة سنة 1425هـ تقديرًا لجهوده وإسهاماته في خدمة الأدب والعلم.
- حصل على الدكتواره الفخرية من جامعة الحضارة ببيروت.
- تم تكريمه في معرض الرياض الدولي للكتاب عام 2009م، وكان التكريم تحت عنوان: تكريم المؤرخين الذين كتبوا عن الجزيرة العربية.[13]

## الكتب والدراسات التي تناولت حياته
- عاتق بن غيث البلادي العالم الموسوعي (1352 - 1331هـ): تأليف أحمد سالم الأحمدي، وهو عبارة عن مجموعة من المقالات التي كتبها الأدباء والمثقفون عن الأستاذ البلادي مع ملخص لسيرته، واشتمل الكتاب على سبعة فصول، وهي: السيرة الذاتية والمؤلفات، حوارات صحفية بالصحف والمجلات، المرض والوفاة، المقالات الرثائية، الإثنينيه وحفلات التكريم، وأخبار ما بعد الوفاة، البلادي شاعرًا، صور ومناسبات.[14][15][16]
- مجلة الآطام عدد عام 2015م: قامت مجلة الآطام التي تصدر عن النادي الأدبي بالمدينة المنورة برصد سيرة عاتق البلادي، ورصد العدد ملف خاص فيه بعض أقوال مثقفين وباحثين حول تجربة البلادي، مع مجموعة صور خلال تتبعه لعدد من المواقع التاريخية والرحلات التي قام بها.[17]

## قالوا عنه
- أبو تراب الظاهري: «لأن العلماء كانوا متعددي الثقافة، وصديقنا عاتق البلادي رضيع لبان هؤلاء المشايخ متعنا الله بعلومه».[18]
- محمد علي الصابوني: «لا تربطني بفضيلة الشيخ عاتق معرفة سابقة، وإنما أسمع عنه، وشيخنا جزاه الله خيرًا قد كافح وناضل بجهد وجد ونشاط، فنال هذه المرتبة العالية».[18]
- عبد المقصود خوجة: «عاتق البلادي يتمتع بزخم علمي، وموسوعة ضخمة متعدد المعارف والثقافة، ومعجم للبلدان، ومرصد من مراصد الاطلاع على أسماء الأمكنة والبقاع».[18]
- عبد الله بغدادي: «آخر ما جاءنا منه كتابه النفيس: معجم قبائل الحجاز، شاهدًا له على علمه الغزير في معرفة البطون تنازليًا إلى أصغر الأسر الموجودة اليوم، وهو أوفى ما ألف عن هذا الإقليم في مجال الأنساب».[18]

## وفاته
توفي عاتق البلادي يوم الإثنين 15 فبراير 2010 الموافق الأول من شهر ربيع الأول عام 1431 هـ ، وقد أُديت الصلاة عليه بعد صلاة الفجر في المسجد الحرام وتم دفنه بمقبرة المعلاة بمكة المكرمة، عن عمر بلغ 78 عامًا.